# Włodzimierz Radajewski
Włodzimierz Radajewski ps. „Rataj”, „Cygan” (ur. 4 sierpnia 1924 w Inowrocławiu, zm. 7 września 1944 w Warszawie) – plutonowy podchorąży, uczestnik powstania warszawskiego jako dowódca 1. plutonu kompanii „Koszta”

## Życiorys
Syn Stefana i Cecylii z domu Płócieniak. Przed wojną uczęszczał do gimnazjum Marii Magdaleny w Poznaniu. W roku 1939 ukończył III klasę gimnazjalną. Po wybuchu wojny w grudniu 1939 został wysiedlony z rodziną z Poznania, przebywał u brata swojego ojca w majątku pod Stęszewem.
W połowie 1941 wraz z rodziną przybył do Warszawy. Podjął naukę na tajnych kompletach, oraz rozpoczął działalność konspiracyjną. W 1943 zdał maturę i podjął studia na tajnej Politechnice Warszawskiej.
Początkowo był żołnierzem konspiracyjnego batalionu kadeckiego „Kosynierów”, dowodząc okresowo plutonem w II kompanii. Uczestniczył w akcjach zdobywania broni.
W końcu lutego 1943, po wpadce przy zdobywaniu broni, zmienił nazwisko na „Włodzimierz Wisłocki”. Został skierowany na Kurs Szkoły Podchorążych Piechoty Obszaru Warszawskiego „Ojców”-„Szkoła”, który ukończył w stopniu plutonowego podchorążego. W sierpniu 1943, po rozwiązaniu wskutek aresztowań i strat w akcjach bojowych batalionu został wraz z grupą żołnierzy batalionu zwerbowany przez instruktora Szkoły Podchorążych rtm. Zygumnta Konopkę „Nowina” do nowej jednostki kompanii sztabowej Obszaru.
Był żołnierzem Kompanii Ochrony Sztabu Obszaru Warszawskiego AK „Koszta”. Był członkiem patrolu dywersyjnego kompanii w ramach Oddziału Dywersji Bojowej DB „3” Śródmieście Kedywu Okręgu Warszawskiego Armii Krajowej, dowodzonego przez pchor. Jana Gąssowskiego „Kulesza”.
13 czerwca 1944 przy ul. Żurawiej 1 przy placu Trzech Krzyży w Warszawie wraz z pchor. Gąssowskim przeprowadził udany zamach na niemieckich zbrodniarzy wojennych, podoficerów Sicherheitspolizei Wilhelma Leitgebera i Rudolfa Peschla.
W powstaniu warszawskim był dowódcą 1 plutonu kompanii „Koszta”. Jego pluton zgrupowany na ul. Rymarskiej 6, zmuszony był do wyruszenia 1 sierpnia o godz. 16.20, co doprowadziło do starcia z oddziałami niemieckimi przy ul. Senatorskiej. Po przedarciu się w nocy z 1 na 2 sierpnia przez Ogród Saski, połączył się z kompanią w rejonie ul. Moniuszki. 7 sierpnia jego pluton wzmocnił kompanię WSOP por. Wyczółkowskiego „Romański”, w obronie przed atakami Dirlewangera.
Uczestniczył w zdobyciu PAST-y przy ul. Zielnej 37/39. Został wymieniony w rozkazie specjalnym dowódcy obwodu Śródmieście płk Franciszka Pfeiffera „Radwan” jako jeden z wyróżnionych przy zdobywaniu PAST-y. 24 sierpnia brał udział w walkach o Komendę Policji, a następnie po upadku Powiśla od 7 września uczestniczył w obronie Nowego Światu. Zginął w walkach 7 września 1944, na linii Nowego Światu, między Świętokrzyską a Warecką. Niosąc mu pomoc zginęła również Danuta Staszewska „Marta”.